# Сказание о любви (фильм, 1961)
«Сказание о любви», или «Лейли и Меджнун» (азерб. Leyli və Məcnun) — советская драма 1961 года производства киностудии Азербайджанфильм, экранизация произведения Физули «Лейли и Меджнун».

## Сюжет
Фильм посвящён жизни двух любящих людей — Лейли и Меджнуна и их трагической судьбе.

## Создатели фильма

### В ролях
Нодар Шашикоглу — Гейс (Меджнун)
Кима Мамедова — Лейли
Гюндуз Аббасов — Сеид
Рафик Тагиев — Новал
Григорий Тонунц — Ибн Салам
Али Зейналов — Шейх Гашими
Алескер Алекперов — Шейх Амири
Фирангиз Гурбанова — Зейнаб
Наджиба Меликова — Салима
Агасадык Герабейли — Ибн Халид
Адиль Искандеров — Таджир
Мамедрза Шейхзаманов-Дарвиш
Лютфи Мамедбеков — раб
Мухлис Джанизаде — раб
Джаббар Алиев — борец
Мелик Дадашев — борец
Алекпер Гусейнзаде
Р. Мамедов
Р. Раджабов
Г. Калантарлы
О. Гасымова
А. Мустафаева
Ариф Мадатов — продавец
И. Мухтаров
Али Халилов
Абдул Махмудов

### Административная группа
оригинальный текст : Физули, Низами Гянджеви
автор сценария : Анвар Мамедханлы
режиссёр-постановщик : Латиф Сафаров
оператор-постановщик : Ариф Нариманбеков
художник-постановщик : Джабраиль Азимов
художники-костюмеры : Бадура Афганлы, Джабраил Азимов
композитор : Кара Караев
звукооператор : Агахусейн Каримов
режиссёры : Рашид Атамалибеков, Мамед Алили
вторые операторы : Мирза Мустафаев, Леонид Корецкий
второй художник : Мирза Рафиев
художник-гримёр : И. Антонов
монтажёр : Ю. Бахенова
ассистенты режиссёра : А. Вакилов, Рамиз Алиев (в титрах — Р. Алиев)
ассистенты оператора : Б. Власов, Фарамаз Мамедов, В. Шаптало, И. Гафаров, Эльдар Аббасбейли
ассистентка монтажёра : Юлия Фомина
ассистент художника : Г. Абдуллазаде
оркестр : симфонический оркестр кинематографии
дирижёр : Григорий Гамбург
директор фильма : Башир Гулиев